# 珊罗镇
珊罗镇，是中华人民共和国广西壮族自治区玉林市陆川县下辖的一个乡镇级行政单位。

## 行政区划
珊罗镇下辖以下地区：
珊罗村、大山村、田龙村、长纳村、鹤山村、四乐村、六燕村和北部工业园区社区。